# Siostry (film 2015)
Siostry (ang. Sisters) – amerykański film komediowy z 2015 roku w reżyserii Jasona Moore’a, wyprodukowany przez wytwórnię Universal Studios. Główne role w filmie zagrały Tina Fey i Amy Poehler.
Zdjęcia kręcono w Nowym Jorku oraz w Orlando. Premiera filmu odbyła się 18 grudnia 2015 w Stanach Zjednoczonych. Trzy miesiące później, 11 marca 2016, obraz trafił do kin na terenie Polski.

## Fabuła
Pielęgniarka Maura Elis (Amy Poehler) dowiaduje się, że rodzice wystawili na sprzedaż dom, w którym wychowała się ze starszą siostrą Kate (Tina Fey). Kobiety mają biegunowo różne charaktery. Podczas gdy jedna dąży do stabilizacji, druga wciąż ma apetyt na szaloną zabawę i nie zamierza się ustatkować. Przyjeżdżają na weekend, aby zabrać swoje rzeczy z rodzinnego domu. Przeglądanie pamiątek przywołuje w siostrach wspomnienia, które inspirują je do wyprawienia pożegnalnej imprezy. Zapowiada się szalony wieczór, który pozwoli kobietom zamienić się rolami. Kate zyskuje szansę, by dowieść, że potrafi być odpowiedzialna, Maura zaś, która niedawno wzięła rozwód, ma okazję zapomnieć o troskach i doświadczyć tego, co ominęło ją w liceum.

## Obsada
- Tina Fey jako Katherine Anne "Kate" Ellis
- Amy Poehler jako Maura Ellis
- Maya Rudolph jako Brinda
- Ike Barinholtz jako James
- Dianne Wiest jako Deana Ellis
- James Brolin jako Bucky Ellis
- John Leguizamo jako Dave
- John Cena jako Pazuzu
- Bobby Moynihan jako Alex
- Greta Lee jako Hae Won
- Madison Davenport jako Haley Ellis
- Rachel Dratch jako Kelly

## Odbiór

### Zysk
Film Siostry zarobił 87 milionów dolarów w Ameryce Północnej oraz 18 milionów dolarów w pozostałych państwach; łącznie 105 milionów dolarów w stosunku do budżetu produkcyjnego 30 milionów dolarów.

### Krytyka
Film Siostry spotkał się z mieszaną reakcją krytyków. W serwisie Rotten Tomatoes 61% ze stu siedemdziesięciu dwóch recenzji filmu jest pozytywna (średnia ocen wyniosła 6 na 10). Na portalu Metacritic średnia ocen z 36 recenzji wyniosła 58 punktów na 100.

### Nagrody i nominacje
| Rok  | Miejsce                      | Nagroda         | Kategoria                   | Odbiorcy i nominowani | Wynik     |
| ---- | ---------------------------- | --------------- | --------------------------- | --------------------- | --------- |
| 2016 | Critics' Choice Movie Awards | Critics' Choice | Najlepsza komedia           | Siostry               | nominacja |
| 2016 | Critics' Choice Movie Awards | Critics' Choice | Najlepsza aktorka w komedii | Tina Fey              | nominacja |